# Per Engman
Per Engman (i riksdagen kallad Engman i Näsåker), född 22 mars 1828 i Nordmalings församling, Västerbottens län, död 24 januari 1880 i Sollefteå församling, Västernorrlands län, var en svensk hemmansägare och riksdagsman.
Engman företrädde bondeståndet i Ramsele och Sollefteå tingslag vid ståndsriksdagen 1865–1866. Han var 1867, 1869–1872 och 1876–1880 ledamot av riksdagens andra kammare, invald i Sollefteå och Ramsele tingslags valkrets. Han var också landstingsman.